# Let Air India 171
Let Air India 171 byl pravidelný let ze západoindického Ahmadábádu do Londýna. Letadlo typu Boeing 787 se dne 12. června 2025 zřítilo po vzletu z letiště v Ahmadábádu. Na palubě bylo 242 osob, 230 cestujících a 12 členů posádky. Mezi cestujícími byli občané Indie, Spojeného království, Portugalska a Kanady. Z osob nacházející se na palubě přežil pouze jeden pasažér, zahynuli i lidé z lékařské ubytovny, do které letoun narazil.
Jednalo se o první nehodu typu 787 při níž došlo ke ztrátě na životě a první při níž byl zničen celý letoun.
Letoun Boeing 787-8 Dreamliner měl registraci VT-ANB. První let proběhl 14. prosince 2013. Předtím poslední nehodu měla letecká společnost Air India v roce 2020, kdy letadlo sjelo z ranveje a zemřelo 18 lidí na palubě letadla.

## Letiště
Letiště se nachází v oblasti Hansol, zhruba 9 km severně od centra města. Má dva hlavní terminály – Terminál 1 pro domácí linky a Terminál 2 pro mezinárodní i některé domácí lety (Air India je provozovatelem v Terminálu 2).
V říjnu roku 1988 se blízko letiště v Ahmadábádu zřítil Boeing 737-200. Zahynulo 133 ze 135 osob na palubě.

## Posádka
Let vedl kapitán Sumeet Sabharwal, druhým pilotem byl Clive Kundar. V letadle bylo také deset členů palubní posádky.

## Cestující
Neštěstí zázračně přežil čtyřicetiletý britský občan Višvaš Kumar Rámeš, který se vracel do Spojeného království z návštěvy příbuzných. Cestoval spolu se svým starším bratrem Adžajem. Seděl na sedadle 11A. Při incidentu utrpěl zranění očí, hrudi a nohou, ale jeho úrazy podle lékařů nebyly život ohrožující.

## Linka
Dotyčné letadlo na lince do incidentu operovalo celkem 25 krát.
Linka AI 171 byla od března 2023 provozována pravidelně několikrát týdně. Let byl součástí větší expanze Air India směrem do Spojeného království, reagující na poptávku mezi indickou diasporou a cestovateli mezi Gudžarátem a Londýnem.
Lety byly operovány z Mezinárodního letiště Sardára Vallabhbháího Patéla v Ahmadábádu na Letiště Londýn–Gatwick. Typické časy odletu z Ahmadábádu byly v ranních hodinách (kolem 07:40 IST) s příletem do Londýna přibližně v 17:25 britského času.

## Letadlo
Let byl operován letounem Boeing 787-8 Dreamliner, který nesl registraci VT-ANB. Jednalo se o moderní dálkový dvoumotorový letoun vybavený pro 256 cestujících (18 v business třídě a 238 v ekonomické). Letoun uskutečnil svůj první let dne 14. prosince 2013.

## Reakce
Akcie firmy Boeing po nehodě oslabily nejméně o osm procent.

## Vyšetřování
Nehodu vyšetřuje Indická letecká vyšetřovací kancelář (AAIB) Své vyšetřování zahájila také Velká Británie. Do vyšetřování také byla zapojena NTSB. 12. června byly nalezeny obě černé skříňky.
18. června byla zveřejněna informace, že videozáznam poslední fáze letu letadla ukazuje, že mělo vysunutou a aktivovanou náporovou turbínu (RAT), která se automaticky spouští jako nouzový zdroj energie při rozsáhlém selhání elektrosystémů či hydrauliky nebo při výpadku obou motorů.